# Rebecca Joyce
Rebecca Susan Joyce (* 12. September 1970 in Melbourne) ist eine ehemalige australische Leichtgewichts-Ruderin.  
Rebecca Joyce ruderte bis 1990 für den Mercantile Boat Club in Melbourne und dann bis 1994 für den Melbourne University Boat Club. 1994 zog sie nach Sydney und schloss sich dem UTS Haberfield Rowing Club an, wo sie bei Ellen Randall trainierte.
Ihren ersten internationalen Auftritt hatte Rebecca Joyce bei den Weltmeisterschaften 1989, als sie mit dem Leichtgewichts-Vierer ohne Steuerfrau den vierten Platz belegte. Bei den Weltmeisterschaften 1990 in Tasmanien gewannen Amanda Cross, Rebecca Joyce, Sally Ninham und Pamela Westendorf-Marshall die Silbermedaille hinter dem kanadischen Boot. 1991 trat Rebecca Joyce bei den Weltmeisterschaften in Wien in zwei Bootsklassen an. Mit dem Leichtgewichts-Vierer belegte sie den fünften Platz, der australische Achter kam auf den zwölften Platz. 
Die Ankündigung, dass 1996 der Leichtgewichts-Doppelzweier in das olympische Programm aufgenommen werde, brachte Rebecca Joyce zurück zum Leistungssport. Bei den Weltmeisterschaften 1995 im finnischen Tampere gewann sie das Rennen im Leichtgewichts-Einer. 1996 trat sie zusammen mit Virginia Lee bei den Olympischen Spielen in Atlanta an und gewann die Bronzemedaille hinter den Booten aus Rumänien und den Vereinigten Staaten. 1998 wurde Joyce mit Josephine Lips noch einmal Fünfte bei den Weltmeisterschaften in Köln. 
Rebecca Joyce war lange Jahre im Vorstand des australischen Ruderverbandes. Ihr Vater James Robert Joyce war bei den Olympischen Spielen 1956 in Melbourne als Leichtathlet dabei.